# オオカミさんは食べられたい〜不器用女子とヘタレ教師、今夜初体験します。
『オオカミさんは食べられたい〜不器用女子とヘタレ教師、今夜初体験します。』は、御握むすびによる日本の漫画作品。2020年2月6日から2021年2月9日にかけて『ComicFesta』ほかにて電子コミックとして配信された。
2019年に行われたウェイブによる「アニメ化確約！僧侶枠争奪マンガ大賞」
のグランプリ受賞作であり、連載・単行本化・アニメ化の決定が発表された。

## あらすじ
教師である赤頭辰美は、「スカート奪取おじさん」に襲われた大神ひな子を助けるが、ひな子は赤頭に近づくためにわざとスカートを盗られていた。あくまで生徒の一人として扱う赤頭に対して、ひな子は積極的に迫る。

## 登場人物
赤頭 辰美（あかず たつみ）
声 - 鈴城葉
生徒に人気な熱血体育教師。183cm、A型、7月1日生まれ、右目の上に傷跡が残る。恋愛には疎く、積極的なひな子にたじろぐ。困ったときには木葉山に相談する。
大神 ひな子（おおかみ ひなこ）
声 - 春乃いろは
クールで一匹狼な女生徒。152cm、O型、3月13日生まれ、アパートで独り暮らししている。赤頭に好意を寄せるあまり、暴走した行動をとる。
小葉山 令（おばやま れい）
声 - 星野カズマ
ミステリアスな男性養護教諭。174cm、AB型、4月7日生まれ。何かあるたびに赤頭に泣きつかれ迷惑している。
スカート奪取おじさん（すかーとだっしゅおじさん）
声 - 久世十志
女性の履いているスカートを奪い取るとして噂になっている。本名は足早走、43歳。ひな子の隣の部屋に住んでおり、ひな子の見舞いに訪れた赤頭の協力で逮捕される。
校長
声 - 神条一
ひな子の通う学校の校長。スカート奪取おじさんの逮捕に協力した赤頭を褒める。

## 書誌情報
- 御握むすび『オオカミさんは食べられたい〜不器用女子とヘタレ教師、今夜初体験します。』彗星社〈Clair TL Comics〉、全2巻
  1. 2020年9月18日発売[8]、ISBN 978-4-434-27815-0
  2. 2021年7月18日発売[9]、ISBN 978-4-434-28822-7

## テレビアニメ
2020年9月7日から21日までTOKYO MXにて5分間の短編アニメとして放送された。オンエア版とプレミアム版が存在し、プレミアム版はComicFestaアニメにて独占配信。全3話。

### スタッフ
- 原作 - 御握むすび[6]
- 企画・プロデュース - 瀬川章子
- 監督 - 戸田和裕[6]
- シリーズ構成・脚本 - バレッタ
- 演出 - 近藤隆史
- キャラクターデザイン - 三角慶[6]
- 総作画監督・衣装デザイン - LAZZ[6]
- 色彩設計 - 鈴木サク[6]
- 美術設定・美術監督 - マメ[6]
- 撮影監督 - 神田弥刀[6]
- 編集 - 新海コウキ
- 音響監督 - ひらさわひさよし[6]
- 音響制作 - スタジオマウス[6]
- アニメーション制作 - PEAK HUNT[6]
- アニメーションプロデューサー - 別府洋一
- プロデューサー - 宮本梓紗
- 製作 - 彗星社[6]

### 主題歌
「恋のオオカミ」
葉月さきによる主題歌。作詞は桑原佑介、作曲・編曲はかねこかずき、ジョーカーサウンズ。

### 各話リスト
| 話数  | サブタイトル                       | 作画監督                                  |
| ----- | ---------------------------------- | ----------------------------------------- |
| 第1話 | 今日しかもうチャンスがないんです   | 山根あおい 平山友理 眠太 辻司 阿部可奈子  |
| 第2話 | 先生が私を意識してくれて嬉しいです | 山根あおい 平山友理 眠太 辻司 searth sato |
| 第3話 | 先生の特別なひとりになりたい       | 山根あおい 平山友理 眠太 辻司             |

### 放送局
| 放送期間            | 放送時間                     | 放送局   | 対象地域 | 備考 |
| ------------------- | ---------------------------- | -------- | -------- | ---- |
| 2020年9月7日 - 21日 | 月曜 1:00 - 1:05（日曜深夜） | TOKYO MX | 東京都   |      |

インターネットではYouTube、ニコニコ動画にて通常版が配信され、ComicFestaアニメでは月曜0時より、年齢制限のあるプレミアム版も含めて配信される。
| TOKYO MX 月曜 1:00 - 1:05（日曜深夜） | TOKYO MX 月曜 1:00 - 1:05（日曜深夜） | TOKYO MX 月曜 1:00 - 1:05（日曜深夜） |
| 前番組                                | 番組名                                | 次番組                                |
| ------------------------------------- | ------------------------------------- | ------------------------------------- |
| 巨人族の花嫁                          | オオカミさんは食べられたい            | 大人にゃ恋の仕方がわからねぇ!         |